# 목동자리 왜소은하
목동자리 왜소은하(영어: Boötes Dwarf Galaxy)는 목동자리에 있는 왜소 은하이다.